# عزیزکندی
عزیزکندی یکی از روستاهای استان آذربایجان شرقی است که در دهستان آلمالو بخش مرکزی شهرستان هشترود واقع شده‌است. این روستا در ۱۰ کیلومتری شهرستان هشترود قرار دارد. اتوبان پیامبر اعظم از کنار این روستا رد می‌شود. در پایین این اتوبان یک بقعه هشت ضلعی به نام بقعه بایزید بسطامی قرار دارد.
روستای عزیزکندی به لحاظ واقع شدن بقعه تاریخی شیخ بایزید بسطامی در آن مورد توجه گردشگران قرار گرفته و با داشتن ۸۵ خانوار و حدود ۳۵۰ نفر جمعیت، در ایام تعطیلات نوروزی گردشگران و علاقه‌مندان زیادی را به سوی خود جلب می‌کند.
این روستا دارای اقتصاد معیشتی کشاورزی توام با دامداری سنتی بوده و از نظر آب و هوا همانند بقیه نقاط این شهرستان معتدل کوهستانی بوده و رودخانه کلقان چای تنها رودخانه دایمی این روستا در جنوب آن جریان دارد.

## بقعه بایزید بسطامی
بقعه هشت ضلعی بایزید بسطامی در قرن نهم هجری قمری در ۱۰ کیلومتری غرب هشترود و در روستای عزیزکندی واقع شده که اهالی محل به آن مقبره شیخ بایزید بسطامی می گویند و معماری آن شبیه به گنبد سرخ مراغه و گنبد علویان در همدان است.
بقعه بایزید بسطامی در ضلع غربی روستا و متصل به آن واقع شده که دارای قطر داخلی ۵/۴متر و قطر خارجی ۵/۶ متری بوده و طول هر ضلع آن ۲۴۷ سانتیمتر بوده و دارای گنبد و تزئینات داخلی گچ کاری است.
نمای خارجی این بنای تاریخی آجری بوده که بازسازی شده و به لحاظ عدم اتصال آجرهای نما به بدنه اصلی در اثر مرور زمان بخشی از قسمت‌های آن از بدنه جدا شده و فرو ریخته است.
بنیان برج بر روی شش ردیف سنگ تراش منظم به ابعاد ۲۶×32 سانتیمتر استوار شده که بر روی هم دو متر ازاره سنگی را تشکیل می‌دهد.
این بقعه توسط بایزید بسطامی احداث شده و این فرد دارای شهرت خاصی در منطقه بوده و رفتار و گفتارش در همه مردان راه حق تأثیر داشت